# Stefano Barigelli
Stefano Barigelli (Roma, 4 dicembre 1959) è un giornalista italiano, dal 23 giugno 2020 direttore della Gazzetta dello Sport.

## Biografia
Nato a Roma il 4 dicembre 1959, si laurea in storia del Risorgimento. Successivamente prende parte ad un corso di tre anni in sceneggiatura cinematografica tenuto da Ugo Pirro, con l'obiettivo di diventare sceneggiatore. Durante quel periodo avvia una collaborazione con Paese Sera. Nel 1987 il quotidiano romano nota le sue abilità di scrittura e gli offre un contratto. L'anno seguente diventa giornalista professionista; nello stesso anno è nominato responsabile della sezione sportiva di Paese Sera.
Nel 1989 viene assunto da Mario Pendinelli al quotidiano Il Messaggero, dove rimarrà per 11 anni, fino al 2000. Nel 1994 il successore Giulio Anselmi lo chiama a far parte dell'ufficio dei caporedattori centrali. Nel 1995 sempre Anselmi lo nomina a capo della redazione sportiva. Manterrà l'incarico anche con il successore di Anselmi, Pietro Calabrese.
Nella primavera del 2000 passa a RCS MediaGroup chiamato da Ferruccio de Bortoli e inizia a scrivere per il Corriere della Sera come responsabile dello sport. Nel 2002 passa alla Gazzetta dello Sport (altro giornale del Gruppo RCS), dove ritrova Pietro Calabrese. In quel periodo il quotidiano deve affrontare un processo di riorganizzazione dopo la lunga direzione (19 anni) di Candido Cannavò. La Rcs affida la direzione a Calabrese e Barigelli è nominato vicedirettore vicario.
Nella prima metà di marzo 2003 ritorna al Messaggero e il 1º settembre assume la carica di vicedirettore. È inoltre responsabile del cambio di formato e di grafica che "vestono" il giornale a partire da novembre dello stesso anno. Più avanti, il Messaggero lo nomina vicedirettore vicario affidandogli i settori dello sport e della cronaca, nonché le tre edizioni regionali più le cinque provinciali del Lazio.
Dal 2013 al 2018 è condirettore al Corriere dello Sport-Stadio. In un'intervista del 2014, parlando di calcio si schiera a favore dell'introduzione della moviola in campo. Nell'aprile 2018 torna in RCS come condirettore della Gazzetta dello Sport e dal 22 giugno 2020 è nominato da Urbano Cairo direttore del quotidiano.
Appassionato di cinema, nel 2015 viene nominato nel consiglio d'amministrazione dell'Auditorium di Roma.

## Vita privata
Sposato con l'attrice Michela Cescon, ha tre figli: Angelica, Violetta e Giovanni.